# GUGB

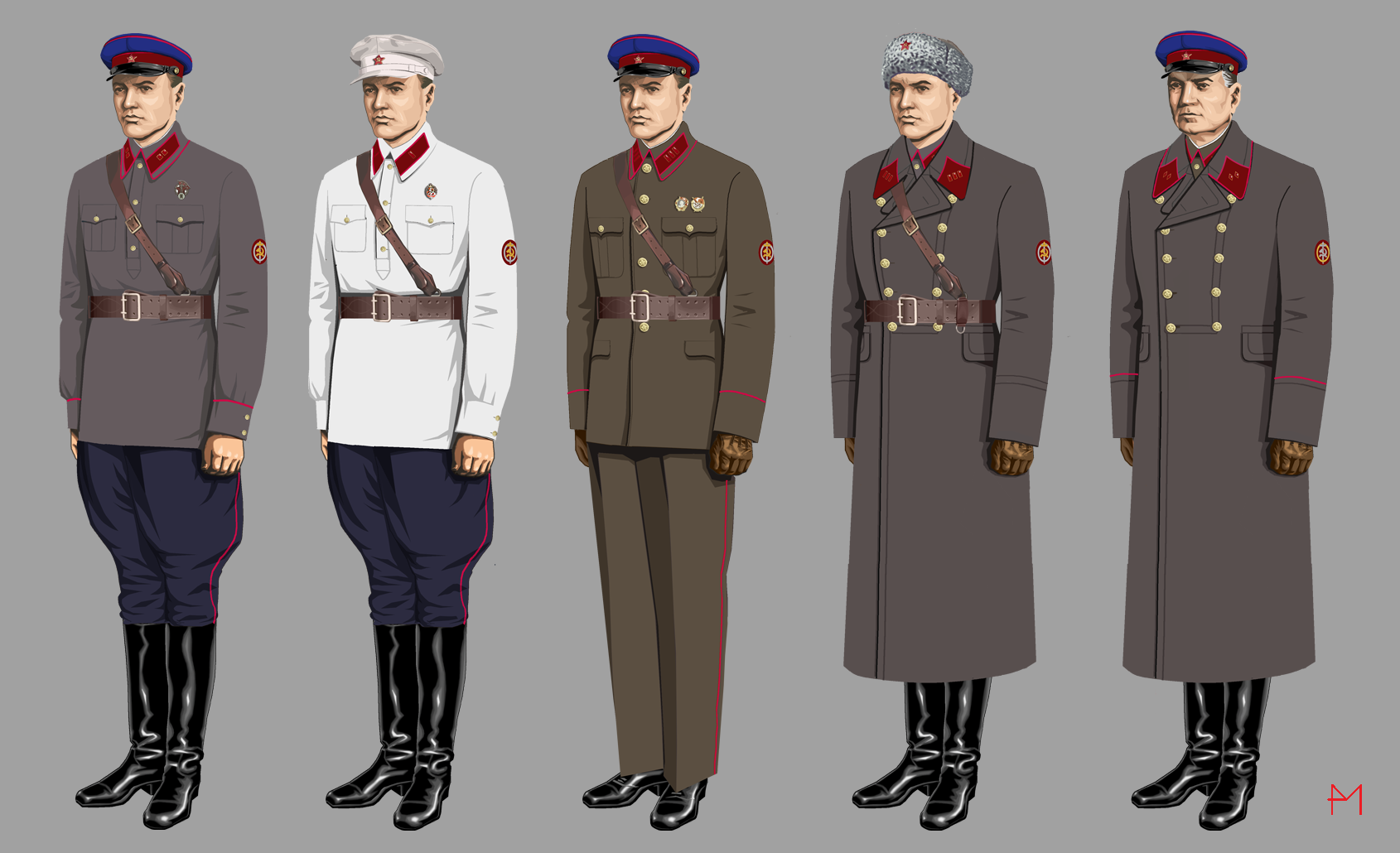
Uniformes militaires des officiers et soldats soviétiques.

La direction principale de la Sécurité d'État (en russe : Главное управление государственной безопасности, Glavnoïe oupravlenie gossoudarstvennoï bezopasnosti, ГУГБ ou GUGB) était une institution sécuritaire soviétique, descendante de l'OGPU ou « Guépéou ».

## Organisation
Principal organisme du NKVD (commissariat du peuple aux Affaires intérieures), la GUGB était habituellement dirigée par le premier adjoint du directeur du NKVD, les deux hommes travaillant de concert.